# Patillalia fasciata
Patillalia fasciata là một loài ruồi trong họ Tachinidae.